# Tinian
Tinian is een Oceanisch eiland, onderdeel van de regio Micronesië. Staatkundig gezien is het eiland een onderdeel van het Amerikaanse gebiedsdeel Noordelijke Marianen in de Grote Oceaan. Het is een van de toppen van vijftien vulkanische bergen die de eilandengroep de Marianen vormen. Tinian ligt ten noorden van het eiland Aguijan en ten zuiden van het eiland Saipan.
Tinian heeft een oppervlakte van 101,8 km² en het hoogste punt is 210 m.

## Flora en fauna
Er komen slechts vier zoogdieren voor: de geïntroduceerde huismuis (Mus domesticus), Polynesische rat (Rattus exulans) en Rattus tanezumi en de inheemse vleermuis Pteropus mariannus.

## Geschiedenis
Tinian werd in juli 1944 (in de Tweede Wereldoorlog) door de Verenigde Staten veroverd op Japan, en werd toen een belangrijke Amerikaanse luchtmachtbasis voor de verdere strijd tegen Japan. North Field was een zeer grote luchtmachtbasis van de United States Army Air Forces (USAF) op het eiland. Ook de atoomaanvallen op Hiroshima en Nagasaki in augustus 1945 werden vanaf hier uitgevoerd. De basis huisvestte de grootste bommenwerpervloot ooit. In 1946 werd de basis gesloten en werd het een toeristische attractie. In 2023 maakte de USAF bekend de basis weer in gebruik te nemen.